# Acesas
Acesas (tiếng Hy Lạp Ακεσας) là một cư dân bản địa của Salamis ở Síp, ông nổi tiếng nhờ vào sự khéo tay của mình trong việc dệt vải với các kiểu dáng đa dạng (polymitarius).
Acesas và con trai của ông Helicon, người cũng nổi tiếng trong cùng lĩnh vực nghệ thuật này, đã được Athenaeos nhắc tới. Zenobios đề cập tới cả hai nghệ sĩ, nhưng nói rằng Acesas (hoặc như ông ta gọi ông, Aceseos, Ακεσεύς) là một cư dân bản địa của Patara, và Helicon của Carystus. Ông ta cũng nói cho chúng ta rằng họ là những người đầu tiên tạo ra một peplos dành cho Athena Polias.
Trong khi thời điểm chính xác mà họ sống vẫn còn chưa rõ, nó phải là trước thời của Euripides và Plato, những người đề cập tới peplos mà họ đã làm. Một vật mẫu chứng minh cho tay nghề ấn tượng của hai nghệ sĩ này đã được lưu giữ trong ngôi đền ở Delphi, mang một dòng chữ nói rằng Pallas đã truyền kỹ năng tuyệt diệu này cho đôi tay của họ.